# Michael Young

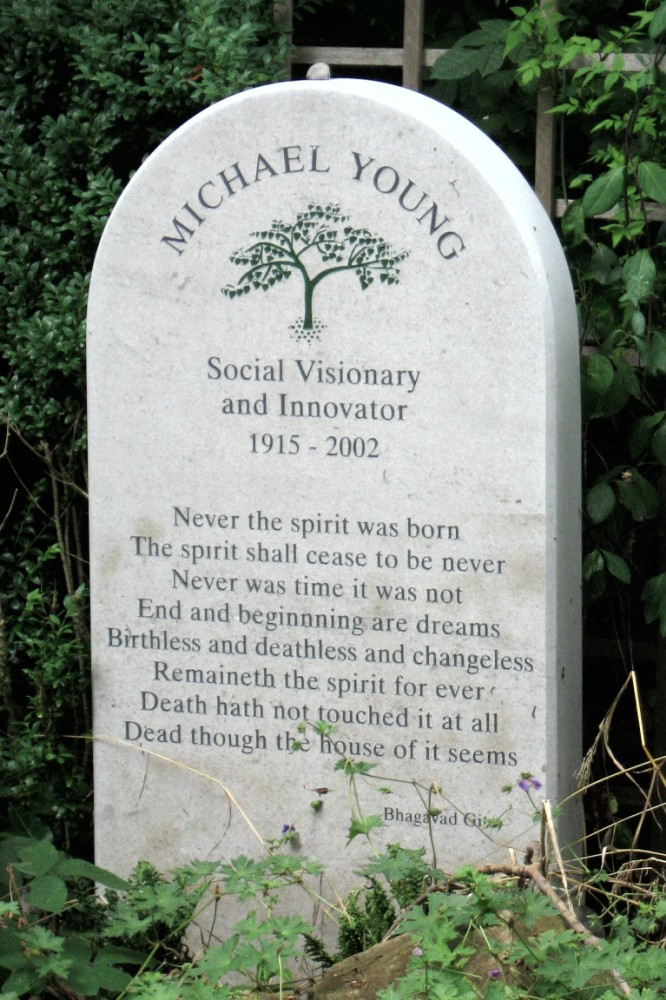
Tomba de Michael Young.

Michael Young, Baró Young de Dartington (Manchester, 9 d'agost de 1915 - 14 de gener de 2002) fou un sociòleg, activista social i polític del Regne Unit.
Durant la seva vida va fundar o va ajudar a fundar un nombre important d'organitzacions socials. Aquestes inclouen la "Consumers' Association", El Consell nacional del Consumidor, l'Open University i la companyia telefònica Language Line.
Al llarg de la seva vida i particularment en els seus últims anys, Young estava preocupat pels adults majors i va dedicar esforços que la societat prengués consciència d'ells. Va ajudar a fundar la Universitat de la Tercera Edat i Linkage, reunint adults majors sense nets amb gent jove sense avis. Pel seu treball, va rebre el grau de Baró Young de Dartington, en el comtat de Devon el 1978.